# Christian Dior
Christian Dior (Granville, 1905. január 21. – Montecatini Terme, Olaszország, 1957. október 24.) nemzetközileg ismert francia divattervező, az azonos nevű divatcég alapítója.

## Az alapító

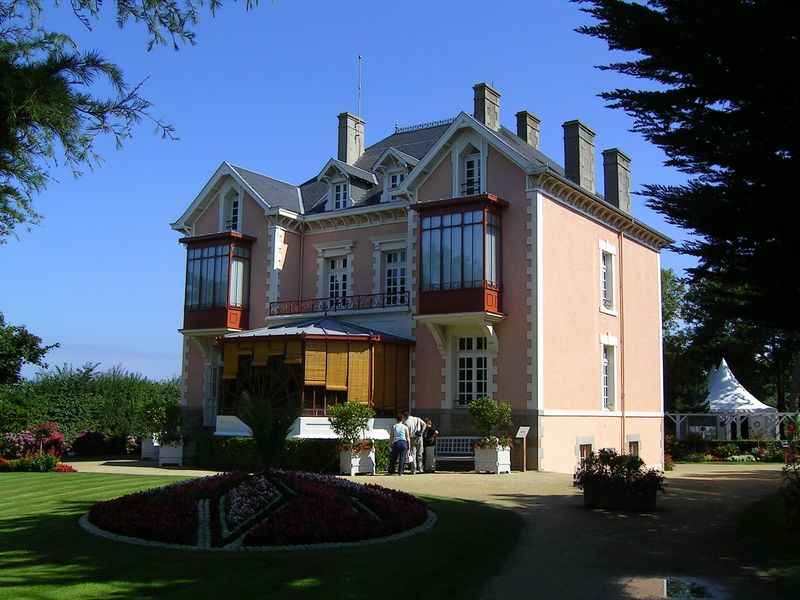
Christian Dior Múzeum (Granville)

Christian Dior 1905-ben született Granville-ben egy mosószerekkel foglalkozó nagyiparos családjában. Egy anekdota szerint kamaszkorában egy tenyérjós azt jövendölte számára, hogy „Az asszonyok áldani fogják, maga pedig általuk fog boldogulni.”
A világháború befejeztével Párizsba költözött, és olyanokkal köt barátságot, mint Max Jacob és Jean Cocteau. Anyja szándékának engedelmeskedve Dior beiratkozik az Ecole des Sciences Politiques-ra és diplomáciai pályára készül, de tanulmányait 1926-ban megszakítja. Galériás lesz, Picasso, Matisse és Dali képeit állítja ki. E korszaka az 1930-as évek gazdasági válságáig tart, ekkor egy betegség miatt is, felszámolja galériáját. Ugyanekkor apja is csődbe megy, és a családi ház (mely ma múzeum), eladásra kerül.
Első sapkavázlatait készíti ekkor, és a Figaro Illustré illusztrátora lesz. Vázlatai hamarosan Nina Ricci, Balenciaga és Claude Saint-Cyr divatházaihoz kerülnek, 1938-ban pedig a svájci Robert Piguet divatházhoz szerződik, ahol már mint tervező, első sikereit készíti. Innen a második világháború sodorja el, némi katonai szolgálat után családjához költözik Dél-Franciaországba, ahonnan csak 1941-ben tér vissza a megszállt fővárosba, és ekkor a nagyhírű Lucien Lelong-házhoz szerződik. Négy év múlva Marcel Boussac, a "gyapjúkirály" pénzügyi segítségével az önállóság útjára lép.
Dior különösen a New Look-stílussal vált népszerűvé 1947 táján. (A «New Look» kifejezés Carmel Snow, a Harper's Bazaar divatmagazin főszerkesztőnőjének alkotása, aki Dior kollekcióját látva így kiáltott fel «Dear Christian, your dresses have such a new look!» Ezt az 1950-es években a Ligne H. követte. Gyermekkori barátja tanácsára első kollekciójával egyidejűleg parfümcéget is alapított, első termékét Miss Dior-nak keresztelte. 1948-tól az USA divatpiacán is markánsan jelen van. Hangsúlyt helyez a marketingre, és rohamosan terjeszkedik a nyugati világ országaiban. Az 1950-es években már a sztárok szabásza, és 1957-re divatháza a francia haute couture kivitel több mint felét adja, a Time Magazine címlapjára kerül. Halálakor, 1957-ben cége már 15 országban több mint kétezer embernek ad munkát.
Helyét párizsi üzletében a fiatal Yves Saint-Laurent, Londonban és New Yorkban Marc Bohan vette át. Fiatal tervezők sorát indította el a pályán, YSL első kollekciója 1955-ben a Dior-háznál óriási siker volt. Ő 1960-ban alapított önálló céget, de utóda, Gianfranco Ferré tovább építette a Dior-ház hírnevét.
A recept nem megfejthető, annyi biztos, hogy a Christian Dior nem tűnt el az alapító halálával, ma is vezető márka a divatpiacon, jellegzetességeként említik, hogy haute couturet közelítette a prêt-à-porterhoz.

## A divatház

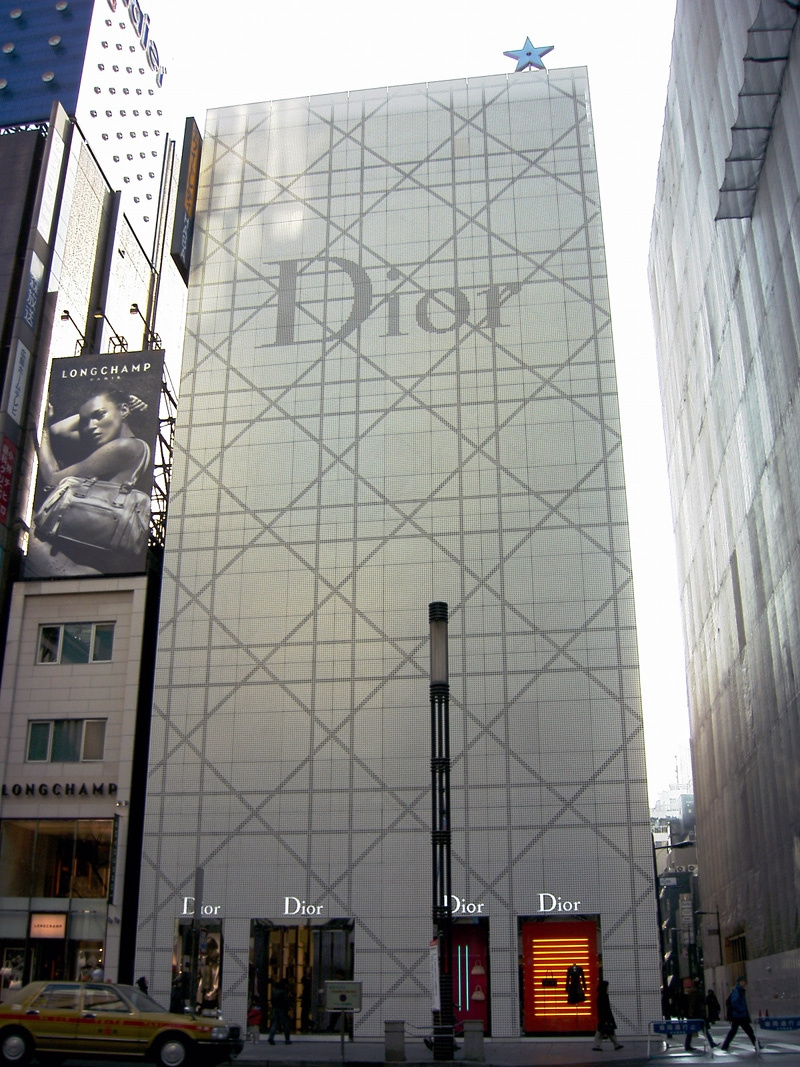
Dior divatház Japánban

A vállalkozást a tervező 1945-ben alapította Párizsban Pierre Allemandival. Már az első kollekció, amit Dior 1947-ben tervezett, meghódította a sajtót, Amerikában „New Look“ néven ünnepelték.
Jellemzői az általánosan karcsú szabás, a hangsúlyozottan alakkövető felsőrész, és a lebegő szabású szoknyák. Maga Dior a kollekcióját „Ligne Corolle“-nak nevezte ("pártastílus", vö: tölcsér). A tervező szigorú marketingstratégiát folytatott, licencpolitikája révén a kozmetikumok, harisnyák és kiegészítők terén is megkerülhetetlen tényező lett, ilyen irányú tevékenységét mára követőinek hada gyakorolja szintén sikerrel. Halálával (1957) a fiatal Yves Saint-Laurent vette át a ház művészeti vezetését, akinek a stílusa viszont az enyhén konzervatív Christian Dior ház számára túl merésznek mutatkozott, ezért 1961-től elváltak útjaik. 1984-ben parfümmárkáit a Louis Vuitton-Moët Henessy vette át, a divatrészleg a Diornál maradt. A felelős művészeti vezető 1989-1996 között Gianfranco Ferré volt, őt 1997-től az avantgárd angol John Galliano követte (védjegye: kalózfejkendő), a férfidivatot 2001-2007 között Hedi Slimane felügyelte. A nagyvállalkozó Bernard Arnault holdingja, a Groupe Arnault birtokolja a Christian Dior 70%-át, így közvetve többségi tulajdonosa a LVMH. A Dior mai üzletvezetője Sidney Toledano. 1996-ban a Dior 16 üzletet birtokolt világszerte, 2000-ben 92-t, 2007-ben 160-nál többet. 2000-ben 296 millió eurós forgalmat bonyolított, 2006 első félévében 329 millió eurót.
Mint más haute-couture-divatházaknál szintén, a Diornál is a forgalom nagy részét a kiegészítők jelentik: parfümök, szemüvegek, bőráruk. A számos nagy sikerű illat egyike a női „Eau Sauvage“  (1966), mely mára férfiváltozatban is létezik, épp úgy, mint a „Fahrenheit“ és a „Dune“. Híres női márkák továbbá a „Miss Dior“, „Dolce Vita“, „Poison“, „Dioressence“, „Diorella“ és „Diorissimo“. A divatház ruháit számos híresség viselte és viseli, mint Evita Perón, Jacqueline Kennedy Onassis, ill. Nicolas Sarkozy.